# 메르세데스 메이손
머세이디스 메이슨(영어: Mercedes Mason, 1982년 3월 3일 ~ )은 스웨덴 출신의 미국 배우이다.